# Русская невеста
Русская невеста (англ. The Russian Bride) — американский фильм 2019 года в жанре триллера. Фильм получил смешанные отзывы.

## Сюжет
Молодая женщина Нина живёт со своей 11-летней дочерью Дашей в российском городе Ливны. Её преследует бывший муж, опустившийся человек, ставший наркоманом. На сайте знакомств ей приходит письмо от пожилого одинокого богатого американца Карла, пластического хирурга на пенсии. Она приезжает к Карлу в США и поселяется с дочерью в его уединённом поместье, где живут ещё двое пожилых слуг — кухарка Мария и рабочий Хаген, эмигрант, немой от рождения. Вскоре Карл и Нина вступают в законный брак. Приехавший на вечеринку дядя Нины Юрий, проживающий в США, обещает присматривать за ней, но на пути из поместья становится жертвой Хагена. Нина узнаёт, что ранее Карл уже был женат, пока его сын Тайлер не умер в детстве от тяжёлых множественных поражений органов, после чего жена Карла ушла от него. Кроме того, Карл употребляет кокаин, что пугает Нину, как и странная гнетущая атмосфера поместья.
Карл приглашает Нину на конную прогулку и внезапно пускает лошадей вскачь. Подпруга седла Нины, заранее подрезанная Карлом, лопается. Неопытная наездница Нина падает с лошади и сильно разбивается. Карл собирается добить бесчувственную Нину, но замечает Дашу, которая под воздействием некоего средства, подмешанного Марией в чай, вышла из дома и упала с моста в речку. Карл спасает Дашу.
Даше удаётся подружиться с Хагеном. Однажды Нина замечает надпись на стекле: «Беги!» Она догадывается, что её написал Хаген, и безуспешно пытается вызвать его на откровенность. Ночью Карл пробирается в спальню Даши и гладит её. Нина готовит ужин для Карла и вызывает его на откровенный разговор. Она догадывается, что Карлу не нужна семья, и заявляет, что уедет с дочерью. Могучим ударом Карл отправляет её в нокаут.
Нина приходит в себя, запертая в холодной подсобке. Чтобы согреться, она переодевается в свадебное платье бывшей жены Карла. Ей удаётся разбить стенку и через погреб проникнуть в дом; она обнаруживает в этом подземном ходе труп первой жены Карла, умершей явно не своей смертью. Она находит ружьё, но оказывается не в силах застрелить Карла. Бесчувственный муж завладевает ружьём и стреляет ей в обе кисти, отстрелив все пальцы, кроме больших.
Карл отвозит на каталке пришедшую в себя Нину в скрытое помещение поместья, оборудованное в операционную, и показывает своего сына Тайлера, прикованного к системам жизнеобеспечения. Тайлер унаследовал генетическую болезнь по материнской линии, о которой жена умолчала, за что Карл её и убил. Тот сайт знакомств, на котором Карл нашёл Нину и Дашу, был создан его родственником специально ради того, чтобы Карл нашёл ребёнка-донора для пересадки сердца и лёгких сыну. Изначально он планировал убить Нину, так как презирал матерей из-за собственного тяжёлого детства, но яростное рвение Нины спасти дочь вызвало у него уважение, поэтому Карл решил оставить её в живых и после своей смерти сделать хозяйкой поместья и матерью для Тайлера.
Карл приказывает Марии ввести Нине снотворное на всё время операции. Мария признаётся Нине, что сама планировала стать матерью Тайлера и хозяйкой поместья и вводит в капельницу смертельную дозу. Подоспевший Хаген выдёргивает капельницу, но Нина просит его спасти Дашу. Хаген собирается увезти девочку, но становится жертвой Карла. Прибывает операционная бригада — друзья и родственники Карла, все бывшие на вечеринке, вместе с русским хирургом специалистом по трансплантации. Нина дозванивается до полиции, но падает без сознания. Появляется призрак жены Карла и разбивает сосуд с кокаином. Надышавшись наркотика, Нина убивает подошедшую Ольгу. Услышав предсмертный крик Ольги, Карл приказывает сообщникам вооружиться и убить Нину, но та приматывает к рукам молоток и отвёртку, спускает на гостей собаку и расправляется со всей операционной бригадой кроме Карла. Злодей находит обессиленную Нину и готовится её убить. Его окликает Даша и собирается застрелить Карла из ружья, но оно оказывается пустым. Собравшись с последними силами, Нина ломает тормозной механизм люстры, которая падает на Карла и убивает его. Даша бросается к маме в объятия. В поместье прибывает полиция, а призрак жены Карла наконец забирает сына с собой на тот свет.

## В ролях
- Корбин Бернсен — Карл
- Оксана Орлан — Нина
- Кристина Пименова — Даша
- Лиза Гудман — Мария
- Майкл Брендон — Хаген
- Грегори О’Галаххер — Келлер
- Ефим Сомин — Юрий
- Элисон Корман — Ольга
- Кинан Джонсон — Бьюкенен

## Релиз
Премьера фильма состоялась на кинофестивале Фантаспорту 2 марта 2019 года в Португалии. В России фильм вышел	4 июля 2019 года. В США фильм вышел 27 декабря 2019 года в интернете.